# Médaille du jubilé d'or de Victoria
La médaille du jubilé d'or de la reine Victoria a été instituée en 1887 par décision royale comme décoration britannique à décerner aux participants aux célébrations du jubilé d'or de la reine Victoria.

## Récipiendaires
La médaille a été frappée pour célébrer le jubilé d'or de la reine Victoria, le 50e anniversaire de son règne. Elle a été décernée aux personnes impliquées dans les célébrations officielles, y compris les membres de la famille royale britannique, la maison royale et les représentants du gouvernement, ainsi que les envoyés, les ambassadeurs étrangers et les premiers ministres coloniaux. Les récipiendaires militaires comprenaient des officiers, des marins et des soldats de la Royal Navy et de l'armée, ainsi que les contingents indiens et coloniaux, qui ont participé aux activités du jubilé, y compris au défilé de Londres et à la Revue royale à Spithead, où le commandant de chaque navire a reçu la médaille. en argent,,.

## Description
La médaille mesure 30 mm de diamètre et a été décernée en or (aux membres de la famille royale), en argent (aux officiers et à ceux de statut similaire) et en bronze (à certains autres grades et à ceux de statut similaire). Sur l'avers, la reine Victoria est représentée couronnée et portant un voile qui tombe sur la nuque et la tête, avec le texte VICTORIA DG REGINA ET IMPERATRIX FD. Le revers porte les mots IN COMMEMORATION OF THE 50TH YEAR OF THE REIGN OF QUEEN VICTORIA · 21 JUNE 1887 entourés d'une guirlande de roses, de trèfle et de chardons. Le buste de la reine Victoria à l'avers a été conçu par Sir Joseph Edgar Boehm et la couronne inversée conçue par Clemens Emptmayer. Le ruban est bleu avec de larges rayures blanches sur chaque bord.
Lorsque le jubilé de diamant de la reine Victoria a été célébré 10 ans plus tard, les détenteurs de la médaille de 1887 qui se sont qualifiés pour la médaille du jubilé de diamant ont reçu une barre portant l'inscription « 1897 » à attacher au ruban de leur médaille existante.